# Koprivnjača
Koprivnjača ili urtikarija je alergijsko oboljenje kože do kojeg može doći zbog djelovanja širokog spektra čimbenika.
Akutna urtikarija je kožna bolest koju karakterizira pojava osipa ili mrlja na koži. Urtike tj. promjene na koži nalikuju onima pri kontaktu s koprivom.
Među uzročnicima koprivnjače mogu biti:
- lijekovi
- kozmetika
- gljivice, bakterije,[3] crijevni paraziti, neki virusi,
- prašina, pelud, dlake, perje
- razne vrste hrane, aditivi u hrani

Fizikalne urtikarije mogu izazvati grebanje po koži i slično.
Među uzročnicima se može javiti i pretjerano izlaganje suncu, dodir sa životinjama i biljkama.
U visoko industrijaliziranim društvima jedna od pet osoba će tijekom života razviti simptome koji odgovaraju ovoj bolesti.

## Liječenje
Potrebno je naći uzročnik alergije. Postoje i lijekovi, koji ublažuju ili otklanjaju simptome. Alergijska reakcija je posljedica lošeg rada organizma i nekog oboljenja.
|  | Molimo pročitajte upozorenje o korištenju medicinskih informacija. Ne provodite liječenje bez savjetovanja s liječnikom! |